# Balotafalu
Balotafalu (románul Aciua) falu Romániában, Szatmár megyében.

## Fekvése
Szatmár megyében, Remetemezőtől keletre, a Szamos bal partján fekvő település.

## Története
A Szamos völgyében fekvő kis település nevét már a 15. században több alkalommal említették az oklevelek, mint a Bélteki uradalom részét.
Balotafalu nevét a 15. században többféle formában is írták: így 1424-ben Balathafalwa, 1463-ban Balothafalwa, 1470-ben Baladfalvwa néven írták.
1424 előtt a Drágfiaké volt, akik ez évben osztoztak meg rajta, s a település Bélteki Sándor -és utódja tulajdonába került.
1470-ben Bélteki Mihály hűtlensége miatt a birtokot a Drágfiak kapták meg.
1592-ben a falu az erdőszádai uradalom-hoz tartozott.
1637-ben már Ruszkai Kornis Zsigmondnak adták királyi adományként.
A 17. század végén urai voltak  Mindszenthy Peley Zsigmond, Miske Sámuel és Tholdy Miklós.
A 19. század derekáig a fentieken kívül még az Ujfalussyak és a Mándi család tagjai voltak.

## Nevezetességek
- Görögkatolikus templom